# Nick Adams
Nicholas Aloysius Adamshock (Nanticoke, Pensilvania; 10 de junio de 1931-Beverly Hills, California;  7 de febrero de 1968), más conocido por su nombre artístico Nick Adams, fue un actor estadounidense.
Desde 1952 interpretó papeles principales y secundarios en 31 filmes y 32 episodios televisivos. Se volvió popular por protagonizar entre 1959 y 1960, la serie de televisión The Rebel. En 1963 fue nominado a un Óscar como mejor actor de reparto por la película Twilight of Honor (1963). Generalmente interpretaba roles de tipos neuróticos o agresivos. Murió a causa de una sobredosis.

## Filmografía
| Año       | Título                              | Personaje                                | Notas                                                                                             |
| --------- | ----------------------------------- | ---------------------------------------- | ------------------------------------------------------------------------------------------------- |
| 1952      | Somebody Loves Me                   |                                          |                                                                                                   |
| 1955      | Strange Lady in Town                |                                          |                                                                                                   |
| 1955      | Mister Roberts                      | Reber                                    |                                                                                                   |
| 1955      | Rebel Without a Cause               | Chick                                    |                                                                                                   |
| 1955      | I Died a Thousand Times             |                                          |                                                                                                   |
| 1955      | Picnic                              |                                          |                                                                                                   |
| 1956      | Our Miss Brooks                     | Gary Nolan                               |                                                                                                   |
| 1956      | A Strange Adventure                 | Phil Davis                               | Título alternativo: White Nightmare                                                               |
| 1956      | The Last Wagon                      |                                          |                                                                                                   |
| 1956      | Gigante                             | Jett Rink                                | Voz en la escena del banquete, sin acreditar                                                      |
| 1957      | Fury at Showdown                    | Tracy Mitchell                           |                                                                                                   |
| 1957      | Sweet Smell of Success              | Cliente del puesto de perritos calientes |                                                                                                   |
| 1957      | Playhouse 90                        | Sandy                                    | TV, 1 episodio                                                                                    |
| 1958      | Sing Boy Sing                       | C.K. Judd                                |                                                                                                   |
| 1958      | Richard Diamond, Private Detective  | Mickey Houseman                          | TV, 1 episodio                                                                                    |
| 1958      | Teacher's Pet                       | Barney Kovac                             |                                                                                                   |
| 1958      | No Time for Sergeants               | Soldado Benjamin B. Whitledge            |                                                                                                   |
| 1958      | Wanted: Dead or Alive               | Andy Martin                              | TV, 1 episodio                                                                                    |
| 1958      | Cimarron City                       | John Hartman, Jr.                        | TV, 1 episodio                                                                                    |
| 1958      | Letter to Loretta                   | Chip Davidson                            | TV, 1 episodio                                                                                    |
| 1958      | Steve Canyon                        | Sargento Korman                          | TV, 1 episodio                                                                                    |
| 1958-1959 | Zane Grey Theater                   | George Pelletti                          | TV, 2 episodios                                                                                   |
| 1958-1959 | Trackdown                           | Deal Jackford                            | TV, 3 episodios                                                                                   |
| 1958-1961 | Wagon Train                         | Sam Upton                                | TV, 2 episodios                                                                                   |
| 1959      | Yancy Derringer                     | Duke Alexis                              | TV, 1 episodio                                                                                    |
| 1959      | Tales of Wells Fargo                | Ira Watkins                              | TV, 1 episodio                                                                                    |
| 1959      | The David Niven Show                |                                          | TV, 1 episodio                                                                                    |
| 1959      | Pillow Talk                         | Tony Walters                             |                                                                                                   |
| 1959      | The FBI Story                       | John Gilbert "Jack" Graham               |                                                                                                   |
| 1959-1961 | The Rebel                           | Johnny Yuma                              | TV, 59 episodios, escribió 38 episodios.                                                          |
| 1961-1962 | The Dick Powell Show                | Nick Phillips/George Townsend            | TV, 2 episodios                                                                                   |
| 1961-1962 | General Electric Theater            | Paul Madsen                              | TV, 2 episodios                                                                                   |
| 1962      | Checkmate                           | Weiler                                   | TV, 1 episodio                                                                                    |
| 1962      | Hell Is for Heroes                  | Homer                                    |                                                                                                   |
| 1962      | The Interns                         | Dr. Sid Lackland                         |                                                                                                   |
| 1962      | A Girl Named Tamiko                 |                                          |                                                                                                   |
| 1962-1963 | Saints and Sinners                  | Nick Alexander                           | TV, 3 episodes                                                                                    |
| 1963      | The Hook                            | Soldado V. R. Hackett                    |                                                                                                   |
| 1963      | Twilight of Honor                   | Ben Brown                                | Título alternative: The Charge is Murder, nominada poy la Academy Award for Best Supporting Actor |
| 1963      | 77 Sunset Strip                     | Max Dent                                 | TV, 1 episodio                                                                                    |
| 1963-1965 | Burke's Law                         | Varios papeles                           | TV, 5 episodios                                                                                   |
| 1963-1967 | Combat!                             | Soldado Mick Hellar/Cabo Marty Roberts   | TV, 2 episodios                                                                                   |
| 1964      | Arrest and Trial                    | Ronnie Blake                             | TV, 1 episodio                                                                                    |
| 1964      | The Outer Limits                    | Mike Benson                              | TV, 1 episodio                                                                                    |
| 1964      | The Reporter                        | Roger                                    | TV, 1 episodio                                                                                    |
| 1964      | Voyage to the Bottom of the Sea     | Jason Kemp                               | TV, 1 episodio                                                                                    |
| 1964      | The Young Lovers                    | Tarragoo                                 |                                                                                                   |
| 1964      | Rawhide                             | Cabo Dasovik                             | TV, 1 episodio                                                                                    |
| 1965      | Ben Casey                           | Orin Reid                                | TV, 1 episodio                                                                                    |
| 1965      | Young Dillinger                     | John Dillinger                           |                                                                                                   |
| 1965      | Frankenstein Conquers the World     | Dr. James Bowen                          |                                                                                                   |
| 1965      | Die, Monster, Die!                  | Stephen Reinhart                         | Títulos alternativos: Monster of Terror & The House at the End of the World                       |
| 1965      | Kaijū Daisensō                      | Astronauta Glenn                         | Títulos alternativos: Godzilla vs. Monster Zero & Invasion of the Astros                          |
| 1966      | Don't Worry, We'll Think of a Title | Agente de KEB                            |                                                                                                   |
| 1966-1968 | The Wild Wild West                  | Prince/Sheriff Dave Cord                 | TV, 2 episodios                                                                                   |
| 1967      | The Wonderful World of Disney       | Sargento Gregg                           | TV, 2 episodios                                                                                   |
| 1967      | The Monroes                         | Dave                                     | TV, 1 episodio                                                                                    |
| 1967      | The Killing Bottle                  | John Carter                              | Títulos alternativos: International Secret Police: Driven to the Wall & Zettai zatsumi            |
| 1967      | Hondo                               | Apache Kid                               | TV, 2 episodios                                                                                   |
| 1968      | Fever Heat                          | Ace Jones                                |                                                                                                   |
| 1968      | Mission Mars                        | Nick Grant                               |                                                                                                   |
| 1968      | Los Asesinos                        | Shannon                                  |                                                                                                   |

## Premios y distinciones
Premios Óscar
| Año  | Categoría              | Película           | Resultado |
| ---- | ---------------------- | ------------------ | --------- |
| 1964 | Mejor Actor de Reparto | A cualquier precio | Nominado  |